# Cincinnatus Powell
Cincinnatus "Cincy" Powell (Baton Rouge, Luisiana, 22 de diciembre de 1942 - Dallas, Texas, 9 de enero de 2023) fue un jugador de baloncesto estadounidense que disputó ocho temporadas en la ABA. Con 2,03 metros de estatura, jugaba en la posición de alero.

## Trayectoria deportiva

### Universidad
Jugó en su etapa universitaria con los Pilots de la Universidad de Portland, donde logró el récord de máxima anotación en un partido, con 40 puntos.

### Profesional
Fue elegido en la sexagésimo sexta posición del Draft de la NBA de 1965 por St. Louis Hawks, pero acabó fichando por los Dallas Chaparrals de la ABA en 1967, Allí se convirtió en titular indiscutible desde el primer momento, acabando su primera temporada con 18,3 puntos y 9,0 rebotes por partido, que le sirvieron para ser incluido en el segundo mejor quinteto de la ABA.
Jugó dos temporadas más con los Chaparrals, siendo en ambas el máximo anotador del equipo, en la última de ellas con 20,1 puntos por partido. En 1970 fue traspasado a Kentucky Colonels junto con Jim Ligon y Bud Olsen, a cambio de Gene Moore. Su primera temporada en los Colonels fue la más completa de su carrera, titular indiscutible al lado de jugadores como Dan Issel o Louie Dampier, alcanzando las Finales en las que cayeron ante Utah Stars en el séptimo y definitivo partido. Powell promedió 18,0 puntos y 11,0 rebotes por partido.
En 1972 fue traspasado a los Stars a cambio de una futura segunda ronda del draft. Allí vio reducidos sus minutos de juego, siendo traspasado al año siguiente a los Virginia Squires, donde recuperaría la titularidad, jugando dos temporadas y promediando en la primera de ellas 15,5 puntos y 6,3 rebotes por partido. Antes del último partido de la temporada siguiente, escribió una carta a los aficionados explicando que sería el último también de su carrera profesional, alegando que a sus 34 años, ya no podía correr y saltar como antaño, y que era el momento de retirarse. Jugó casi 600 partidos como profesional, promediando en total 16,3 puntos por partido.

## Estadísticas de su carrera en la ABA

### Temporada regular
| Temporada | Edad | Equipo            | Liga | P   | TIT | MIN  | TC  | TCA  | %TC  | 3P  | 3PA | %3P  | TL  | TLA | %TL  | R.OF. | R.DEF. | REB  | ASIS | ROB | TAP | PER | FP  | PTS  |
| 1967-68   | 25   | Dallas Chaparrals | ABA  | 77  |     | 32.8 | 6.9 | 14.1 | .489 | 0.0 | 0.1 | .250 | 4.5 | 6.4 | .692 |       |        | 9.0  | 1.4  |     |     | 2.5 | 3.3 | 18.3 |
| 1968-69   | 26   | Dallas Chaparrals | ABA  | 75  |     | 34.3 | 7.4 | 15.7 | .471 | 0.0 | 0.1 | .286 | 4.6 | 6.3 | .728 | 2.7   | 6.2    | 8.9  | 2.3  |     |     | 2.8 | 3.7 | 19.4 |
| 1969-70   | 27   | Dallas Chaparrals | ABA  | 76  |     | 34.5 | 7.4 | 15.8 | .468 | 0.0 | 0.2 | .167 | 5.3 | 6.8 | .775 | 2.5   | 6.4    | 9.0  | 2.5  |     |     | 3.3 | 3.3 | 20.1 |
| 1970-71   | 28   | Kentucky Colonels | ABA  | 81  |     | 36.2 | 7.1 | 14.5 | .493 | 0.0 | 0.2 | .250 | 3.7 | 4.9 | .759 | 3.8   | 7.1    | 11.0 | 3.1  |     |     | 2.9 | 4.0 | 18.0 |
| 1971-72   | 29   | Kentucky Colonels | ABA  | 65  |     | 35.2 | 6.6 | 14.0 | .474 | 0.1 | 0.2 | .308 | 2.8 | 3.9 | .723 | 2.4   | 5.3    | 7.7  | 3.6  |     |     | 2.7 | 3.4 | 16.1 |
| 1972-73   | 30   | Utah Stars        | ABA  | 83  |     | 23.9 | 5.1 | 10.3 | .496 | 0.0 | 0.2 | .231 | 2.0 | 2.9 | .696 | 1.6   | 3.4    | 5.1  | 1.7  |     |     | 1.7 | 3.0 | 12.2 |
| 1973-74   | 31   | Virginia Squires  | ABA  | 82  |     | 30.3 | 6.4 | 14.2 | .452 | 0.1 | 0.4 | .323 | 2.5 | 3.6 | .706 | 2.1   | 4.2    | 6.3  | 1.7  | 0.6 | 0.4 | 2.3 | 3.3 | 15.5 |
| 1974-75   | 32   | Virginia Squires  | ABA  | 60  |     | 20.4 | 3.6 | 8.8  | .404 | 0.1 | 0.3 | .294 | 2.0 | 3.0 | .661 | 1.2   | 2.2    | 3.4  | 1.6  | 0.5 | 0.1 | 1.5 | 2.3 | 9.2  |
| Total     |      |                   | ABA  | 599 |     | 31.1 | 6.4 | 13.5 | .472 | 0.1 | 0.2 | .274 | 3.5 | 4.8 | .725 | 2.4   | 5.1    | 7.6  | 2.2  | 0.5 | 0.3 | 2.5 | 3.3 | 16.3 |

### Playoffs
| Temporada | Edad | Equipo            | Liga | P  | MIN  | TCA | TC  | 3PA | 3P | TLA | TL  | R.OF. | REB | ASIS | ROB | TAP | PER | FP  | PTS  | %TC  | %3P   | %FT  | MIN  | PTS  | REB  | AST |
| 1967-68   | 25   | Dallas Chaparrals | ABA  | 8  | 334  | 63  | 144 | 0   | 2  | 61  | 73  |       | 87  | 17   |     |     | 28  | 30  | 187  | .438 | .000  | .836 | 41.8 | 23.4 | 10.9 | 2.1 |
| 1968-69   | 26   | Dallas Chaparrals | ABA  | 7  | 227  | 51  | 114 | 1   | 1  | 37  | 43  |       | 68  | 10   |     |     | 22  | 21  | 140  | .447 | 1.000 | .860 | 32.4 | 20.0 | 9.7  | 1.4 |
| 1969-70   | 27   | Dallas Chaparrals | ABA  | 6  | 219  | 51  | 108 | 0   | 3  | 29  | 41  |       | 81  | 29   |     |     | 26  | 22  | 131  | .472 | .000  | .707 | 36.5 | 21.8 | 13.5 | 4.8 |
| 1970-71   | 28   | Kentucky Colonels | ABA  | 19 | 702  | 138 | 382 | 3   | 7  | 71  | 102 | 77    | 248 | 47   |     |     | 51  | 83  | 350  | .361 | .429  | .696 | 36.9 | 18.4 | 13.1 | 2.5 |
| 1971-72   | 29   | Kentucky Colonels | ABA  | 6  | 169  | 28  | 52  | 0   | 1  | 15  | 19  |       | 24  | 9    |     |     | 13  | 17  | 71   | .538 | .000  | .789 | 28.2 | 11.8 | 4.0  | 1.5 |
| 1972-73   | 30   | Utah Stars        | ABA  | 10 | 192  | 37  | 89  | 0   | 1  | 18  | 29  | 12    | 37  | 6    |     |     | 17  | 30  | 92   | .416 | .000  | .621 | 19.2 | 9.2  | 3.7  | 0.6 |
| 1973-74   | 31   | Virginia Squires  | ABA  | 5  | 176  | 44  | 100 | 1   | 3  | 11  | 14  | 18    | 48  | 5    | 3   | 1   | 17  | 21  | 100  | .440 | .333  | .786 | 35.2 | 20.0 | 9.6  | 1.0 |
| Total     |      |                   | ABA  | 61 | 2019 | 412 | 989 | 5   | 18 | 242 | 321 | 107   | 593 | 123  | 3   | 1   | 174 | 224 | 1071 | .417 | .278  | .754 | 33.1 | 17.6 | 9.7  | 2.0 |